# Villars-les-Bois
Villars-les-Bois település Franciaországban, Charente-Maritime megyében. Lakosainak száma 240 fő (2022. január 1.). Villars-les-Bois Brizambourg, Burie, Migron és Saint-Bris-des-Bois községekkel határos.

## Népesség
A település népessége az elmúlt években az alábbi módon változott:
| Lakosok száma | 313  | 263  | 256  | 250  | 264  | 267  | 246  | 232  | 228  | 240  |
|               | 1968 | 1982 | 1990 | 2006 | 2013 | 2015 | 2017 | 2019 | 2020 | 2022 |